# Hutajtat at-Turkuman
Hutajtat at-Turkuman (arab. حتيتة التركمان) – miejscowość w Syrii, w muhafazie Damaszek. W 2004 roku liczyła 4800 mieszkańców.